# Stazione di Barking
La stazione di Barking è una stazione situata nel quartiere omonimo, nel borgo londinese di Barking e Dagenham.
La stazione è servita dai servizi ferroviari nazionali gestiti da c2c, una controllata di Trenitalia, dalla metropolitana (linee District e Hammersmith & City), nonché dalla London Overground.

## Storia

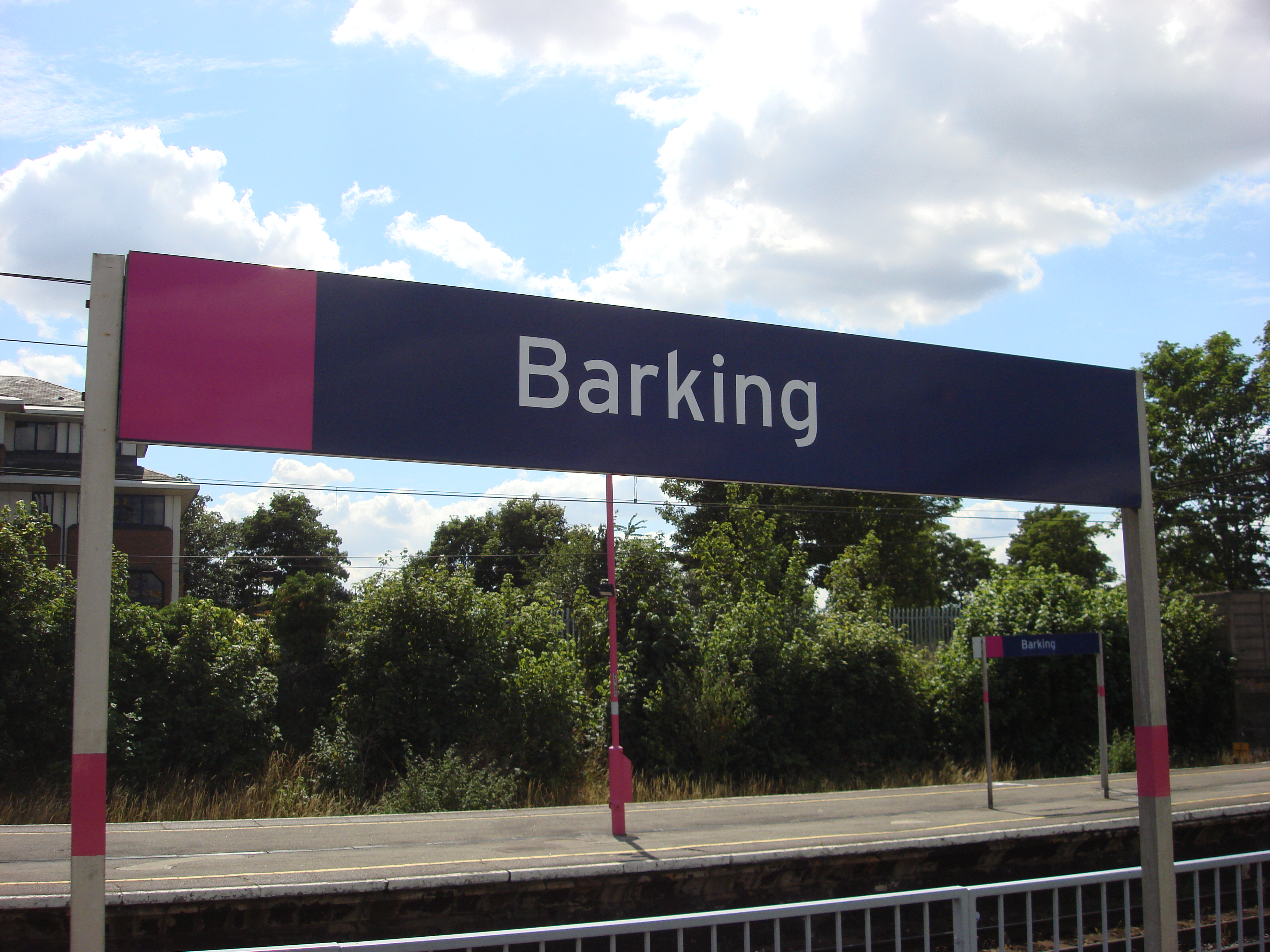
Segnaletica della National Rail

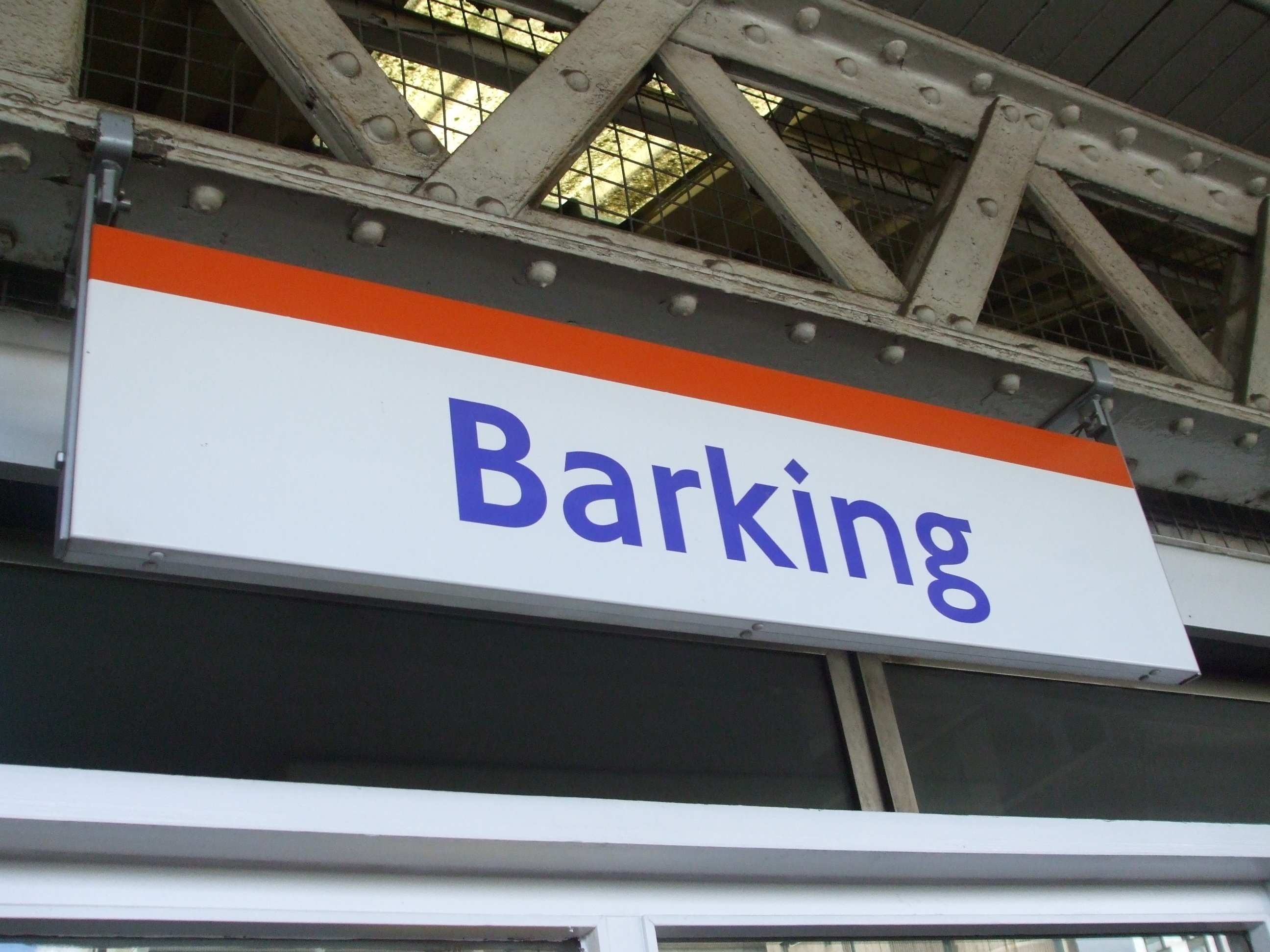
Segnaletica della London Overground

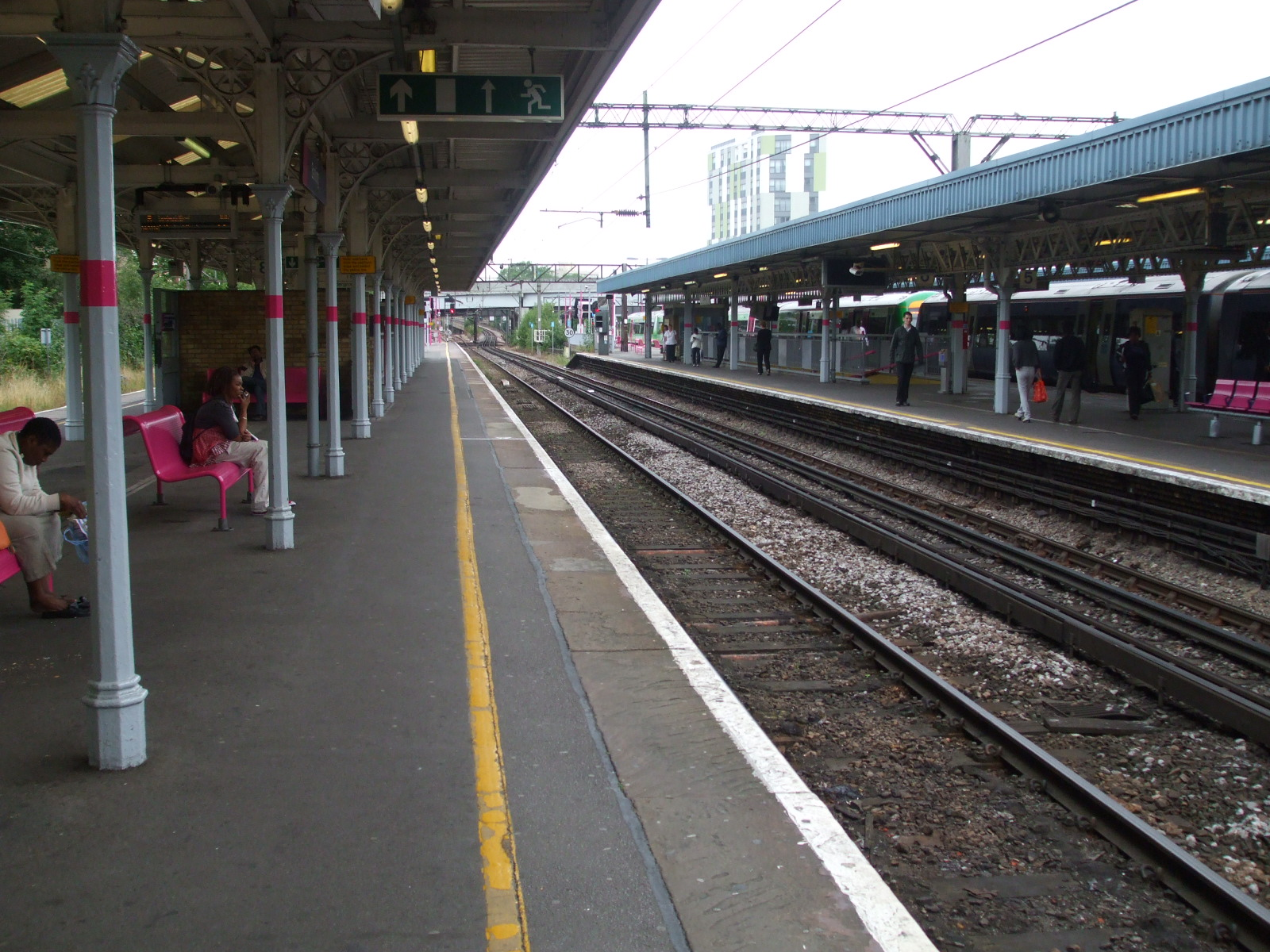
Vista dei binari 6 e 7 verso ovest

La stazione di Barking è stata aperta il 13 aprile 1854 dalla società "London Tilbury and Southend Railway" (LTSR) lungo la nuova linea per Tilbury. Questa linea era una diramazione della Great Eastern Main Line, gestita dalla Eastern Counties Railway (ECR), che partiva da Forest Gate.
Quattro anni dopo, nel 1858, è stata costruita una nuova linea tra Little Ilford e la Gas Factory Junction a Bow, in modo tale da evitare la linea della ECR.
Una linea diretta per Pitsea è stata completata nel giugno del 1888, un anno prima che la stazione venisse ricostruita: questa linea permetteva un accesso più diretto a Southend-on-Sea via Upminster, evitando, dunque di attraversare Tilbury (che si trova più a sud).
Nel 1894 è stata completata l'estensione della Tottenham and Hampstead Junction Railway che, tramite il suo prolungamento, la Tottenham and Forest Gate Railway, si è unita alla linea Forest Gate - Tilbury nei pressi di Forest Gate. Le due linee sono in seguito state amalgamate nella linea ferroviaria Gospel Oak-Barking.
I servizi della District line hanno iniziato a operare, sulla linea della LTSR, il 2 giugno 1902. Tre anni dopo l'apertura, il 20 agosto 1905, sono stati elettrificati i binari fino a East Ham, che è diventato il capolinea della District line, cancellando i servizi per Barking. Il servizio è stato ripristinato dal 1º aprile 1908, e Barking è diventata il capolinea della District line; successivamente, il 12  settembre 1932, la District è stata prolungata verso est fino a Upminster, utilizzando la linea costruita nel 1888.
I servizi della linea Metropolitan (successivamente della linea Hammersmith & City) hanno cominciato a servire la stazione il 4 maggio 1936.
La biglietteria della stazione è stata completamente ricostruita su progetto dell'architetto John Ward tra il 1959 e il 1961, anno in cui la stazione viene inaugurata dalla regina Elisabetta II. Ha ricevuto lo status di monumento classificato di Grado II il 24 novembre 1995.

### Incidenti
Nel novembre 1923, una locomotiva sfondò i respingenti a Barking e si rovesciò, rimanendo sospesa al di sopra della strada sottostante.

## Strutture e impianti
La stazione è fornita di quattro scale che collegano i binari con la biglietteria e l'ingresso soprastanti. Altrettante rampe garantiscono in stazione un accesso ai binari privo di scalini. Un ascensore collega la biglietteria ai binari 1 e 1A. La stazione è accessibile a passeggeri con disabilità.
Questa stazione ha un solo binario di testa, il 3, che viene usato solamente dai treni della metropolitana perché privo dell'elettrificazione aerea.
I treni da e per Gospel Oak usano solitamente il binario 1, anche se alcuni treni utilizzano il 7. Dal 6 giugno al 27 febbraio 2017 la linea è rimasta chiusa tra South Tottenham e Barking, per i lavori di elettrificazione della linea. È stato fornito un servizio temporaneo di autobus sostitutivi per la durata dei lavori.  I treni della Hammersmith & City usano principalmente il binario 3, che è di testa. Alcuni servizi di questa linea, di prima mattina o di tarda sera, utilizzano il binario di servizio a est, utilizzato anche dai convogli della District line, dove alcuni treni rimangono durante la notte.
La stazione di Barking si trova nella Travelcard Zone 4.

## Movimento
Per quanto concerne la rete metropolitana, la stazione è servita dalla linee District e la Hammersmith & City, nonché da una coppia di treni della linea Circle nelle prime ore della mattinata. Barking è il capolinea dei treni in servizio sulla linea Hammersmith & City, mentre è una stazione di transito per i convogli della linea District.
Per quanto riguarda la rete ferroviaria, Barking è servita dai convogli di C2c e di London Overground.
La seguente tabella rappresenta il servizio tipico degli orari di morbida dei diversi servizi:
| Operatore/linea                             | Frequenza |
| ------------------------------------------- | --- |
| London Underground Linea District           | 6 treni all'ora per Ealing Broadway 6 treni all'ora per Richmond 6 treni all'ora per Wimbledon |
| London Underground Linea District           | 12 treni all'ora per Upminster |
| London Underground Linea Hammersmith & City | 6 treni all'ora per Hammersmith |
| London Overground                           | 4 treni all'ora per Gospel Oak 4 treni all'ora per Barking Riverside |
| C2c                                         | 8 treni all'ora per Fenchurch Street 2 treni all'ora per Liverpool Street via Stratford (solo nei fine settimana) |
| C2c                                         | 4 treni all'ora per Shoeburyness via Basildon 2 treni all'ora per Greys via Rainham 2 treni all'ora per Southend Central via Ockendon + 2 treni all'ora per Shoeburyness da Liverpool Street (solo nei fine settimana) |

## Interscambi
Nelle vicinanze della stazione effettuano fermata numerose linee urbane automobilistiche, gestite da London Buses; tra queste vi sono le linee di autobus a transito rapido della East London Transit EL1, EL2 ed EL3 collegano la stazione con Canning Town, Stratford, Beckton, Romford, Ilford, Redbridge, Barkingside, Chadwell Heath, Goodmayes, Rainham e Dagenham.
- Fermata autobus
- Stazione taxi[13]

## Sviluppi futuri
Il Barking and Dagenham London Borough Council ha sviluppato nel 2012 un piano generale per il rinnovamento della stazione di Barking, includendo la chiusura dei negozi nell'atrio della stazione, l'aggiunta di tornelli, l'aggiunta di nuove biglietterie automatiche per le Oyster card e il tentativo di aumentare la luce naturale nella stazione.
Nel 2009, la stazione è stata classificata come una delle dieci peggiori stazioni di categoria B (stazioni di interscambio regionale, Regional interchange): come tutte le altre stazioni che hanno ricevuto tale classificazione, la Network Rail, proprietaria dell'infrastruttura, ha stanziato £ 50 milioni per eventuali miglioramenti. A seguito delle elezioni generali nel Regno Unito del 2010, i finanziamenti per i lavori pianificati sono stati revocati e nel 2011 il contratto di affiliazione per il rinnovo è stato rimandato al 2013.
Nel frattempo, nel 2012, lo spazio esterno di fronte alla stazione è stato riqualificato, utilizzando i fondi stanziati dalla Transport for London.
La Transport for London ha presentato nel 2016 un progetto per estendere la ferrovia proveniente da Gospel Oak dalla stazione di Barking verso una nuova stazione da costruire a Barking Riverside, per servire la zona dell'omonimo progetto di riqualificazione urbana. Il Ministero dei Trasporti ha approvato il piano nell'agosto 2017. La TfL prevede di affidare i lavori entro la fine del 2018; il completamento della nuova estensione era previsto per il 2021. L'estensione, con la stazione di Barking Riverside, è stata aperta il 18 luglio 2022.